# Nargis
Nargis (Hindi, नर्गिस, Nargis, * 1. Juni 1929 in Allahabad; † 3. Mai 1981 in Kolkata) war eine indische Filmschauspielerin.

## Leben
Nargis wurde mit dem Namen Fatima A. Rashid geboren. Seit 1934 trat sie in Filmen auf, zunächst in Produktionen ihrer Eltern, ab 1943 spielte sie Erwachsenenrollen und war bereits sechs Jahre später im Alter von 20 Jahren ein Filmstar. Ihren endgültigen Durchbruch hatte sie 1949 mit Andaz von Mehboob Khan an der Seite von Dilip Kumar und Raj Kapoor. Nargis arbeitete häufig mit dem Schauspieler und Regisseur Raj Kapoor zusammen, die Sympathie der beiden Darsteller füreinander kam besonders in romantischen Filmen zum Tragen. Sie drehten miteinander mehr als 15 Filme, darunter die Erfolgsstreifen  Barsaat (1949), Awaara (1951), Shri 420 (1955) und Chori Chori (1956).
Auch mit Mehboob Khan, unter dessen Regie sie 1943 das erste Mal spielte, gab es eine enge Arbeitsverbindung. Er war Regisseur des Films Mother India/Bharat Mata (1957), der die herausragendste Leistung und Höhepunkt der Filmkarriere Nargis' ist. In epischer Breite spielt sie das Leben der prinzipientreuen, indischen Bäuerin Radha von ihrer Jugend bis ins Alter. Der Film erhielt 5 Filmfare Awards und wurde als erster indischer Film für den Oscar für den besten fremdsprachigen Film nominiert.
Danach zog sich Nargis vom Filmgeschäft zurück und arbeitete im Wohltätigkeitsbereich. Sie war die erste Filmpersönlichkeit, die mit dem Padma Shri ausgezeichnet wurde. Seit 1959 war sie mit dem Schauspieler Sunil Dutt verheiratet, ihr Sohn ist der Schauspieler Sanjay Dutt. Nargis starb 1981 an Krebs. Sunil Dutt gründete nach ihrem Tod die Krebshilfeorganisation Nargis Dutt Memorial Foundation. Der Nargis Dutt Award, ein nationaler indischer Filmpreis, ist nach ihr benannt.